# Guančština

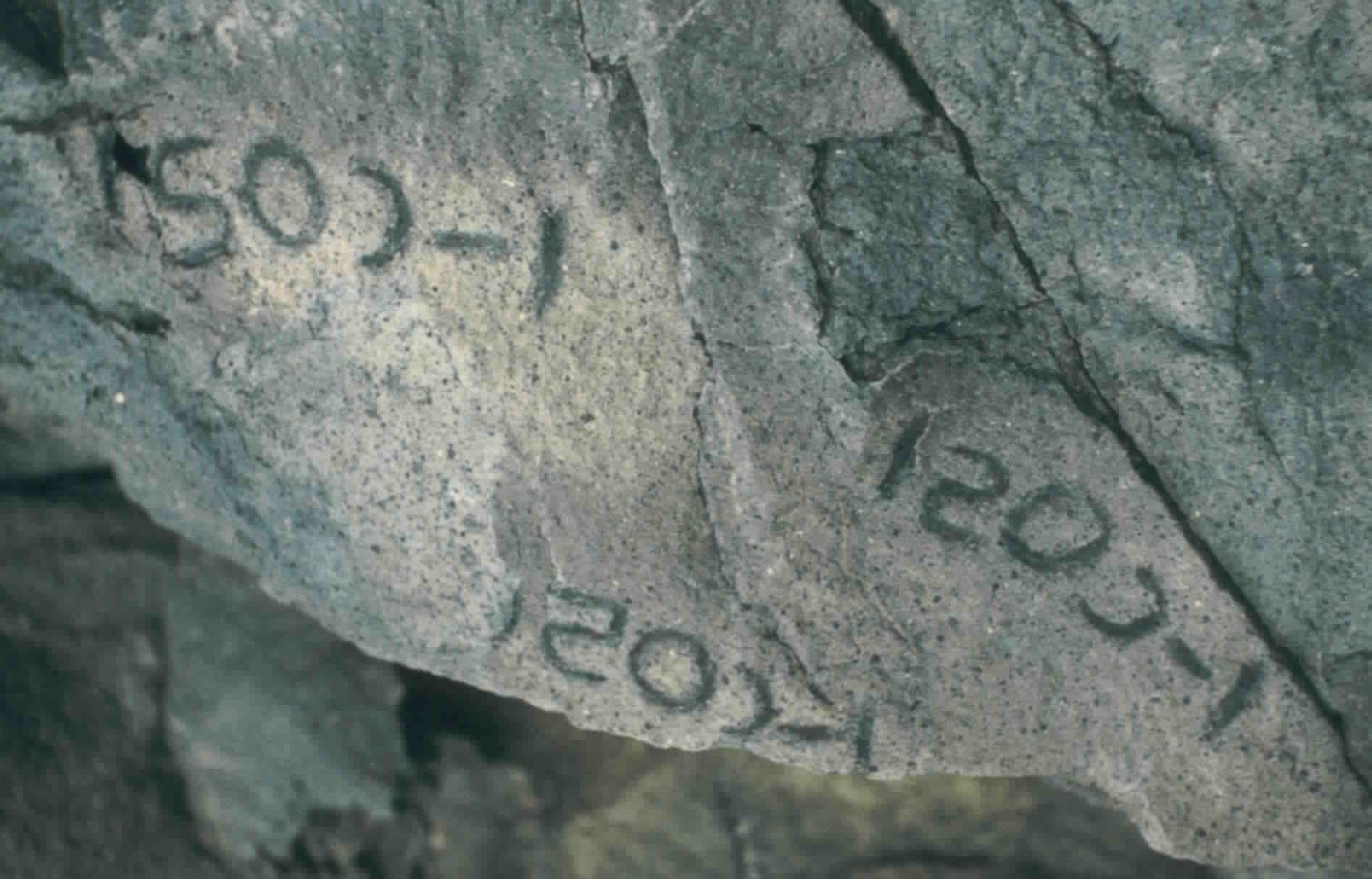
Nápis v libyjsko-berberském písmu (předchůdci písma tifinagh) nalezený na ostrově El Hierro

Guančština (též kanárská berberština nebo ostrovní tamazight) je označení pro skupinu jazyků, které používali původní obyvatelé Kanárských ostrovů, souhrnně označovaní jako Guančové. Poté co byly ostrovy v 15. století kolonizovány Španělskem byli Guančové násilně asimilování do španělské společnosti a jejich jazyky velmi rychle zanikly (odhaduje se, že vymřely někdy v 17. století, ovšem je možné, že menší komunity používající domorodé jazyky vydržely až do 19. století). Kvůli rychlému zániku nejsou kanárské původní jazyky příliš podrobně zdokumentovány.
Na každém ostrově se domorodý jazyk lišil kvůli značné izolaci místních obyvatel od zbytku světa, ale všechny kanárské domorodé jazyky byly spřízněné a do určité míry i vzájemně srozumitelné.
Na Kanárských ostrovech byly objeveny i nápisy ve skalách z guančské doby, psané v písmu připomínající berberské písmo tifinagh.

## Klasifikace
Guančština se tradičně řadí pod berberské jazyky, do které patří i dodnes používané jazyky původních obyvatel severní Afriky (rodina berberských jazyků pak patří pod velkou jazykovou rodinu afroasijských jazyků). Guančština měla stejný systém číslovek jako berberské jazyky a sdílela s nimi i celou řadu slov, krom toho Guančové mají s Berbery mnoho společných genů. Nicméně většina slov i gramatických jevů je od berberských jazyků naprosto odlišná. Je možné, že to způsobila dlouhodobá izolace původních kanárských kmenů. Jiná teorie tvrdí, že na Kanárských ostrovech před příchodem Berberů existovala jiná kultura, jejíž jazyk byl základem pro pozdější guančštinu.

## Vliv na španělštinu
Z guančštiny se do dnešní doby dochovaly především zeměpisné názvy na Kanárských ostrovech, například La Gomera, Teguise, Tacoronte, Telde nebo Teide. Krom toho z guančštiny pocházejí i některá křestní jména (Chaxiraxi, Hacomar, Derque nebo Hañagua) a příjmení (Acorán, Yurena, Guacimara nebo Ico). Z guančštiny byla do španělštiny přejata i některá slova, které poté přes španělštinu někdy převzaly i další jazyky, například gofio, tagoror (guančské shromáždění náčelníků), tabaiba (kanárské onačení pryšce) nebo guirre (kanárské označení pro supa).
Na některých ostrovech měla guančština také svou hvízdací variantu - jednotlivá slova nahrazovalo hvízdání, které bylo dobře slyšet na velké vzdálenosti v dlouhých údolích. Po dobytí ostrovů Španělskem hvízdací guančštinu nahradila hvízdací španělština. Na ostrově La Gomera se hvízdací španělština pod názvem silbo gomero používá dodnes.

## Ukázky

### Číslovky
| Guančsky     | Česky |
| ------------ | ----- |
| ben          | jedna |
| sim          | dva   |
| amiat        | tři   |
| akod         | čtyři |
| sumus        | pět   |
| sez          | šest  |
| sa           | sedm  |
| tam          | osm   |
| aldamaraw    | devět |
| maraw/marago | deset |

### Dochovaná slova
Některá dochovaná guančská slova a srovnání mezi jednotlivými ostrovy:
| guančsky    | česky             | ostrov z jehož dialektu slovo pochází |
| ----------- | ----------------- | ------------------------------------- |
| guan, cotan | muž               |                                       |
| chamato     | žena              |                                       |
| hari        | people, multitude | Tenerife                              |
| doramas     | nosní dírky       | Gran Canaria                          |
| adargoma    | rameno            | Gran Canaria                          |
| atacaicate  | srdce             | Gran Canaria                          |
| garuaic     | pěst              |                                       |
| zonfa       | pupek             | Tenerife                              |
| agoñe       | kost              | Tenerife                              |
| taber       | dobrý             | La Palma                              |
| tigotan     | sky               | La Palma                              |
| Achamán     | nebesa, bůh       | Tenerife                              |
| magec       | slunce            | Tenerife                              |
| ahemon      | voda              | El Hierro                             |
| aala(mon)   | voda              | La Gomera, El Hierro                  |
| ade         | voda              | La Palma                              |
| ide         | oheň              | Tenerife                              |
| tacande     | lávové pole       | La Palma                              |
| cancha      | pes               | Gran Canaria, Tenerife                |
| garehagua   | pes               | La Palma                              |

### Dochované věty
Text guančské smuteční písně zaznamenaný námořníkem jménem Capo Plaza v roce 1592 a její český překlad:
| „ | Mimerahaná, zinu zinuhá ahemen, aten, haran huá, zu Agarfá fenere nuzá. | “ |

| „ | K čemu nás váže přinášet a obětovat vodu, mléko a chléb, když se na nás Agafar nechce podívat. | “ |

## Odkazy

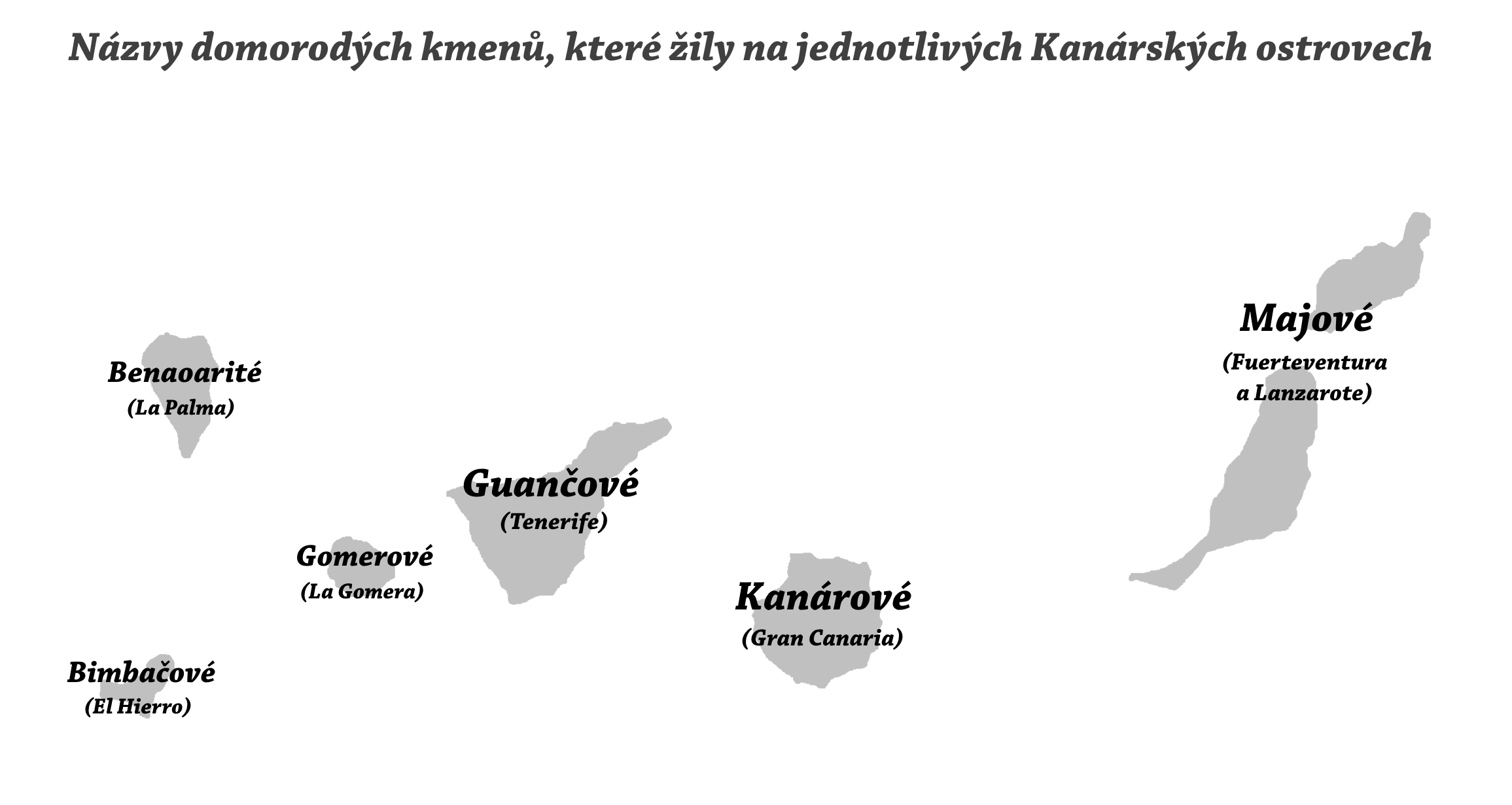
Názvy jednotlivých původních kmenů žijících na Kanárských ostrovech